# Nagyszarvú mocsáriantilop
A nagyszarvú mocsáriantilop (Kobus megaceros) az emlősök (Mammalia) osztályának párosujjú patások (Artiodactyla) rendjébe, ezen belül a tülkösszarvúak (Bovidae) családjába és a nádiantilop-formák (Reduncinae) alcsaládjába tartozó faj.

## Előfordulása
A Fehér-Nílus vidéke Szudán déli vidékén, és Etiópia délnyugati, mocsaras, ingoványos területei.

## Megjelenése
Marmagassága 80–105 centiméter, testhossza 135–165 centiméter és a tömege 60–120 kilogramm. Nemi kétalakúság jellemzi, tehát mindkét nem külsőleg is megkülönböztethető. A faj egyedeinek hosszabb szőrméje van. Csak a bika rendelkezik szarvval, ez "lant" formában hátra ívelődik, 45–87 cm hosszan. A hím bundája sötétbarna, a nyaka tövében jellemző fehéres (vagy világosbarna) folt van. A faj képviselőinek szemei körül félkörben fehér folt húzódik, s a hímek füle szintén fehér. A nőstényeknek és a fiatal hímeknek sárgásbarna szőrzetük van.

## Életmódja
Nappal aktív életmódot folytatnak, általában kora reggel és késő délután többet mozognak. Kedvelik a mocsaras, lápos területeket. Hacsak teheti mocsár, gázló közelében tartózkodik; e mellett úszik is. A ragadozók elől a vízbe menekül. Társas faj, azonban territóriumot tart. Az antilopcsordán belül az egyes egyedek kisebb csapatokat hozhatnak létre, például: fiatal nőstények, egyedülálló hímek, és öregebb példányok csoportja. Más mocsáriantilop-fajok vészjelzéseit ismeri. Az ellenfél megmutatkozása esetén harcra is sor kerülhet, mely sekélyebb vízben is történhet. Ha az egyik bika szignifikánsan kisebb a másiknál, elmozog a másik, nagyobb hím elől; ezzel megelőzi, hogy az ellenfele a teljes erejét felhasználhassa ellene, kifárasztja.   
|  |  |

## Szaporodása
A faj bikái háremet tartanak, csak a domináns hím párosodhat a nőstényekkel. A nőstény általában egy utódját 7 – 8 hónap vemhességet követően hozza világra. A legtöbb nősténynek minden évben van borja. A születési csúcs fogságban általában február és május között van. A borjú születési tömege általában 4,5 – 5,5 kilogramm; eleinte az újszülött rejtőzködő, mely a túlélés szempontjából – mint más fajnál is – létfontosságú. 6 – 8 hónaposan függetlenednek az anyjuktól. Mindkét nem képviselői kétéves koruk körül válnak ivarilag éretté.

## Védettsége
A faj szerepel a Természetvédelmi Világszövetség Vörös Listáján. Eredeti élőhelyén, Szudán déli területein az 1980-as évek elején még 12–32 ezer példány élt hozzávetőleg, ám az évtized végére állományai nagyon megritkultak. 1988-ban a legnagyobb vadonbéli állománya az etiópiai Machar-Gambella vidékén élt (Hillman & Fryxell), ma ez a terület a Gambella Nemzeti Park. 2007-ben a száraz időszak kezdetén mintegy 4 ezer példányt számláltak a Zeraf Rezervátumban. Az IUCN állományát csökkenőként prognosztizálta. Csak ritkán tartják állatkertekben, Magyarországon jelenleg a Fővárosi Állat- és Növénykert szavannakifutójában él egy kisebb csapat e fajból. A Fővárosi Állat- és Növénykert saját honlapján jelentette be, hogy 2009. február 16-án, Magyarországon először született fogságban antilopborjú e fajból.

## Szakirodalom
- angol nyelvű szakirodalom: Walther, F., B. Grzimek. 1990. Reedbucks, Waterbucks, and Impalas. Pp. 448–461 in Grzimek's Encyclopedia of Mammals, Vol. 5. New York, NY, USA: McGraw Hill Publishing Company.